# Зейд ибн Али
Зе́йд ибн Али́ (араб. زيد بن علي‎; 695, Медина — 5 января 740, Эль-Куфа) — эпоним одного из основных ответвлений шиитского ислама — зейдитов (аз-зайдия), сын четвёртого шиитского имама Зейн аль-Абидина и брат пятого шиитского имама Мухаммада аль-Бакира.

## Биография
Родился в 695 году в Медине. В 739 году поднял антиомейядское восстание в Куфе. Недовольные пассивностью Мухаммада аль-Бакира шииты, объединились вокруг энергичного Зейда ибн Али, однако через десять месяцев восстание было подавлено. Сам Зейд погиб в сражении 6 января 740 года, его тело было распято на кресте, а его отрубленная голова отправлена в Дамаск халифу Хишаму. После гибели 3ейда его приверженцы выделились в особую религиозно-политическую группировку, которая стремилась создать теократическое государство во главе с имамом из рода Алидов.

## Взгляды
Будучи учеником Васила ибн Ата, Зейд ибн Али признал учение мутазилитской богословской школы о допустимости имамата «превзойденного» (то есть Абу Бакр и Умар) при наличии «достойнейшего» (то есть Али), однако был непримиримым противником Омейядов. Он считал, что после смерти сыновей Али ибн Абу Талиба Хасана и Хусейна имамом может быть любой Алид. Он также считал, что вооружённое выступление претендента является свидетельством признания права на имамат. В этом отношении он был ближе к хариджитам, чем к шиитам.
Представление Зейда о предопределении (аль-кадр) было сходно с мутазилитским, что способствовало распространению мутазилитских взглядов среди зейдитов. Зейд ибн Али считается создателем свода правовых норм (маджму аль-фикх), положенных в основу зейдитского мазхаба. Также от него переданы хадисы в зейдитском сборника хадисов Абу Халида аль-Васити.